# Rutineros
Rutineros fue la denominación que recibió una organización política conservadora de Yucatán, México en los años previos a la independencia de la provincia, entre 1808 y 1821, organización que se caracterizó por su oposición a la corriente libertadora representada en la misma Península de Yucatán por los Sanjuanistas.

## Contexto histórico
En Yucatán los hechos que condujeron a la proclamación de la independencia fueron del todo incruentos, más allá de las persecuciones políticas que se practicaron desde el poder público hacia los independentistas La independencia se logró habiéndose alcanzado un equilibrio y consenso entre las fuerzas que pudieron haber entrado en pugna y utilizado las armas para dirimir sus diferencias.
Desde temprano en el siglo XIX se habían dado manifestaciones que favorecían la tendencia emancipadora. La presencia y acción de los Sanjuanistas representó al movimiento insurgente en tanto que los Rutineros representaron a las fuerzas antagónicas. Todo la acción política ocurrió en términos de una relativa paz, esto es sin armas ni acciones bélicas de por medio, como ocurría al norte del México que buscaba su independencia.
En septiembre de 1821, proclamado el Plan de Iguala, el gobernador y capitán general de Yucatán Juan María Echeverri, al hacerse perfecto cargo de la situación en México a partir de diversos avisos que recibió de Tabasco y de Campeche con relación a la proclama independista, se reuniera de urgencia con la Diputación provincial y el Ayuntamiento de Mérida. En esta reunión todas las partes presentes se pronunciaron a favor de la emancipación. Echeverri advierte al término de tal junta que el renunciaría a su cargo por ser incompatible con la situación emergente, renuncia que no se realiza. Acto seguido, convoca a una asamblea con presencia popular y con la asistencia de todas las autoridades militares, civiles y eclesiásticas, incluyendo a los representantes de los Rutineros, como fuerza opositora en un principio a la noción independista, pero que ahora se encontraba también fundida en el sentimiento generalizado de la emancipación, asamblea en la que se adopta por aclamación unánime la decisión de proclamar la independencia de Yucatán. Se levantó un acta de los acuerdos de esa magna reunión ocurrida en las Casas Consistoriales de Mérida, el 15 de septiembre de 1821 que propiamente se constituye en el Acta de Independencia de Yucatán, cuyo texto dice en su primeros artículos : 

"Artículo 1°. Que la provincia de Yucatán, unida en afectos y sentimientos a todos los que aspiran a la felicidad del suelo americano; conociendo que su independencia política la reclama la justicia, la requiere la necesidad y la abona el deseo de todos sus habitantes, la proclama, bajo el supuesto de que el sistema de independencia no está en contradicción con la libertad civil, esperando hacerlo con solemnidad luego de que los encargados de establecer definitiva o interinamente sus bases, pronuncien su acuerdo y el modo y tiempo de llevarle a puntual y debida ejecución. Artículo 2°. Que para afianzar más eficazmente los derechos sagrados de la libertad, propiedad y seguridad legítima, elementos que constituyen el orden público y la felicidad social, acordaron que sin la menor alteración se observen las leyes existentes, según el orden constitucional, y se respeten las autoridades en todos los ramos del gobierno actualmente establecido. Artículo 3°. Que reconoce por hermanos y amigos a todos los americanos y españoles europeos que bunden en sus mismos sentimientos y que sin turbar el reposo civil de que goza toda la provincia, que como objeto preferente se desea conservar quieran comunicar pacíficamente con sus habitantes en razón de todos los negocios y transacciones de a vida civil". (Siguen otros tres artículos y antes de proceder a las rúbricas de todas las fuerzas vivas con sus diversas representaciones, aceptar del Capitán General y Gobernador Echéverri su renuncia a los cargos que ostentaba, no sin antes pedirle que los continuara ejerciendo mientras se nombraba un nuevo gobernante).

## Acciones políticas
El historiador Jorge Rubio Mañé expresa en su libro sobre los Sanjuanistas las grandes diferencias que existían entre los grupos políticos antagónicos en Yucatán: 

Austeridad y abnegación abundaban entre los Sanjuanistas. Ambiciones y apetitos entre los Rutineros...

A diferencia de los Sanjuanistas, los Rutineros no era un grupo homogéneo. Entre estos últimos convivían católicos por convicción, clericales, volterianos y todos aquellos que consideraban a la religión como un instrumento insustituible para el control de los más ignorantes.
Hacia 1813, con la llegada de la primera imprenta a Yucatán, los grupos políticos pudieron publicar sus periódicos y panfletos. El de los Rutineros se llamó El Sabatino y en sus páginas vieron la luz artículos de Pedro Manuel Escudero, de Jerónimo de Santander y del franciscano Domingo Sáenz, entre otros.
Fernando VII, al regresar a España en 1814, desconoció la constitución de Cádiz declarando nulos todos los decretos expedidos bajo su vigencia y restaurando el poder absoluto. Este momento dio una ventaja política a los Rutineros que aprovecharon para perseguir a los Sanjuanistas, para encarcelarlos y para restituir todas las obvenciones con que el clero tradicional se beneficiaba. Pero esta situación se modificó al tener el rey que reconocer nuevamente a la constitución de 1812.
Los Rutineros en ese punto temieron que los Sanjuanistas ejercieran la represión como ellos la habían ejercido y para evitarlo muchos de ellos se incorporaron a las logias masónicas y fingieron ser constitucionalistas. Estos hechos significaron a la postre la desarticulación y la eventual desaparición de los Rutineros.

## Principales rutineros
Entre los principales actores políticos del Yucatán decimonónico que participaron en el movimiento Rutinero, estuvieron:
Pedro Elizalde, Pedro Manuel Escudero Juan Nepomuceno Rivas y los curas Diego O'Horán, Francisco de Paula Villegas, Antonio Maiz.